# Rivedoux-Plage
Rivedoux-Plage är en kommun i departementet Charente-Maritime i regionen Nouvelle-Aquitaine i västra Frankrike. Kommunen ligger i kantonen Île de Ré som ligger i arrondissementet La Rochelle. År 2022 hade Rivedoux-Plage 2 428 invånare.

## Befolkningsutveckling
| Befolkningsutvecklingen i Rivedoux-Plage 1968–2021 | Befolkningsutvecklingen i Rivedoux-Plage 1968–2021 | Befolkningsutvecklingen i Rivedoux-Plage 1968–2021 | Befolkningsutvecklingen i Rivedoux-Plage 1968–2021 | Befolkningsutvecklingen i Rivedoux-Plage 1968–2021 |
| -------------------------------------------------- | -------------------------------------------------- | -------------------------------------------------- | -------------------------------------------------- | -------------------------------------------------- |
|                                                    |                                                    |                                                    |                                                    |                                                    |
| År                                                 |                                                    |                                                    | Folkmängd                                          |                                                    |
| 1968                                               | 1968                                               |                                                    | 635                                                |                                                    |
| 1975                                               | 1975                                               |                                                    | 737                                                |                                                    |
| 1982                                               | 1982                                               |                                                    | 900                                                |                                                    |
| 1990                                               | 1990                                               |                                                    | 1 163                                              |                                                    |
| 1999                                               | 1999                                               |                                                    | 1 754                                              |                                                    |
| 2007                                               | 2007                                               |                                                    | 2 260                                              |                                                    |
| 2015                                               | 2015                                               |                                                    | 2 291                                              |                                                    |
| 2021                                               | 2021                                               |                                                    | 2 374                                              |                                                    |